# Ernst Klodwig
Ernst Klodwig, né le 23 mai 1903 à Aschersleben (Allemagne) et mort le 15 avril 1973 à Hambourg, est un ancien pilote automobile allemand, ayant principalement couru sur BMW. Il a notamment disputé deux Grands Prix de championnat du monde, en 1952 et 1953.

## Résultats en championnat du monde de Formule 1
| Saison | Écurie | Châssis  | Moteur         | Pneus  | GP disputé | Points inscrits | Classement |
| ------ | ------ | -------- | -------------- | ------ | ---------- | --------------- | ---------- |
| 1952   | Privé  | BMW Heck | BMW 6 en ligne | Dunlop | Allemagne  | 0               | non classé |
| 1953   | Privé  | BMW Heck | BMW 6 en ligne | Dunlop | Allemagne  | 0               | non classé |